# 聖克里斯托瓦爾 (聖大非省)

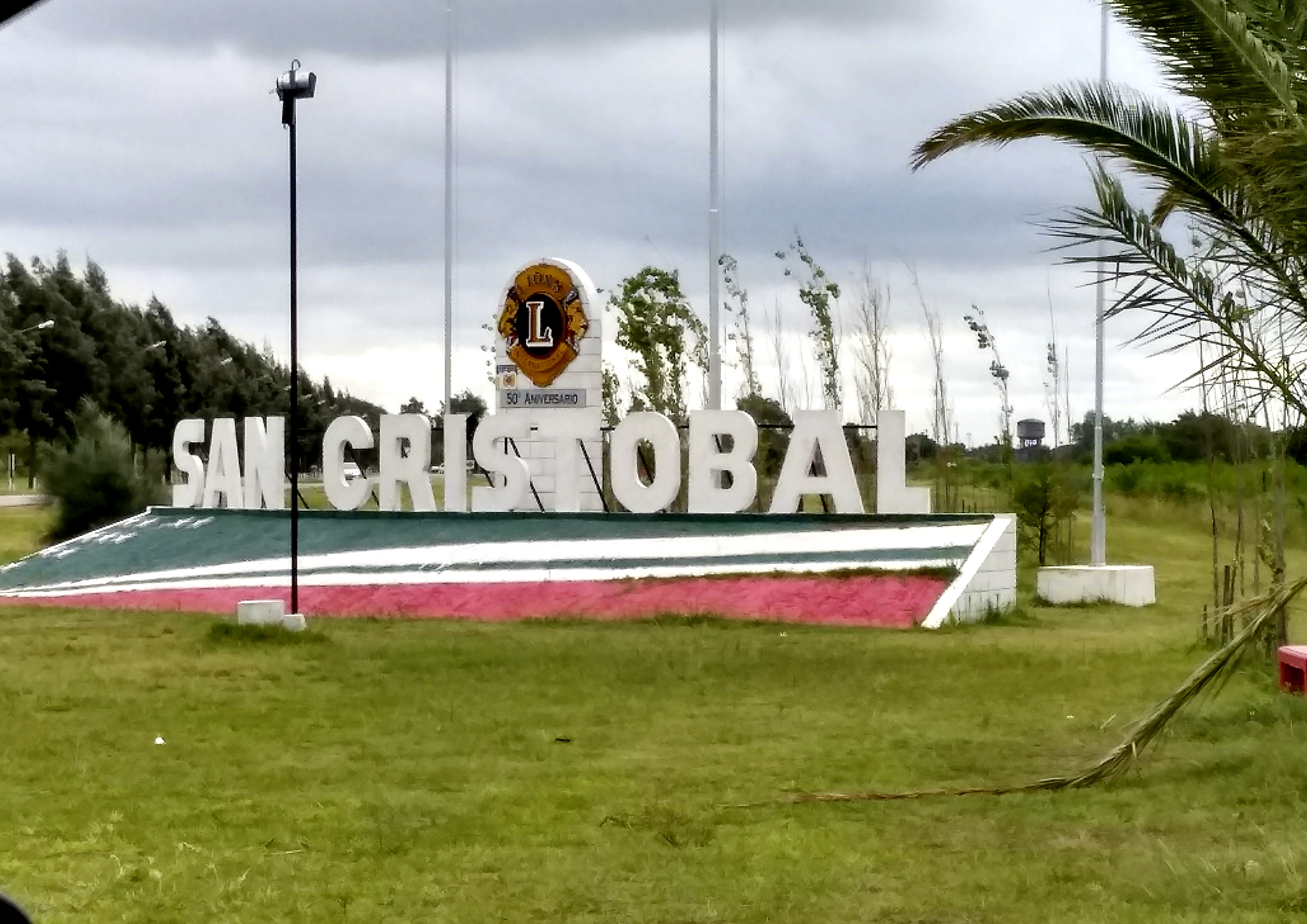
聖克里斯托瓦爾

30°19′S 61°14′W / 30.317°S 61.233°W
聖克里斯托瓦爾（西班牙語：San Cristóbal），是阿根廷的城市，位於該國東北部聖大非省，是聖克里斯托瓦爾縣的首府，始建於1890年，面積652平方公里，海拔高度67米，2010年人口14,922，人口密度每平方公里0.02人。